# Julio César Aguirre
Julio César Aguirre Cabrera (Supatá, Cundinamarca, 15 de julio de 1969) es un exciclista colombiano de ruta, profesional entre 1994 y 2003. 

## Palmarés
1991
- 3º en la Vuelta al Ecuador

1992
- 3º en la Vuelta Independencia Nacional

1993
- Tour de Guadalupe
- 1 etapa del Clásico RCN[1]
- 2º en la Vuelta al Ecuador

1994
- GP Caja Cantabria, España
- Clásico RCN,[2] más 1 etapa

1996
- 1 etapa de la Vuelta a Itagüí[3]

- Clásico RCN, más 1 etapa
- 1 etapa de la Vuelta a Colombia

1997
- Clásico Mundo Ciclistico,[4] Colombia, más 1 etapa

2000
- Clásica de Girardot
- 3º en el Clásico RCN, más 1 etapa

2001
- 1 etapa de la Vuelta a Cundinamarca

2002
- Clásico Mundo Ciclistico, Colombia
- Clásica de Fusagasugá, Colombia

2003
- 1 etapa de la Vuelta al Tolima, Colombia

## Resultados en las grandes vueltas
| Carrera         | 1994 | 1995 | 1996 | 1997 | 1998 | 1999 | 2000 | 2001 | 2002 | 2003 |
| Tour de Francia | -    | Ab.  | 81.º | -    | -    | -    | -    | -    | -    | -    |
| Giro de Italia  | -    | Ab.  | -    | -    | -    | -    | -    | -    | -    | -    |
| Vuelta a España | -    | -    | -    | 28.º | 45.º | -    | -    | -    | -    | -    |

-: no participa 

Ab.: abandono

## Equipos
- Pony Malta - Avianca (Aficionado) (1991)
- Pony Malta - Avianca (1992-1993)
- Manzana Postobón (1994)
- Kelme - Sureña (1995)
- Kelme - Artiach (1996)
- Telecom Discado Directo Internacional - Flavia (1997)
- Avianca - Telecom - Kelme (1998)
- 05 Orbitel (1999-2003)